# Рукадур
44°43′16″ пн. ш. 1°48′55″ сх. д. / 44.721176° пн. ш. 1.815295° сх. д.
Печера Рукадур — археологічний пам'ятник у Франції, що містить знахідки двох різних періодів:  печерні малюнки епохи верхнього палеоліту і різні знахідки (кераміку тощо) епохи неоліту. Знаходиться в департаменті Ло, на території муніципалітету Темін.
Після виявлення знахідок печера була викуплена державою, та на початок ХХІ сторіччя закрита для відвідувачів.
Дослідження
Як археологічний пам'ятник, Рукадур є печерою з двох ділянок: дальня, де через обвал, що стався приблизно на рубежі мезоліту і неоліту, добре зберігся живопис епохи палеоліту, одна з найстаріших в Європі, а також яму перед входом до печери, де розкопано кілька шарів епохи неоліту з залишками кісток і кераміки.
Печера знаходиться у природному регіоні Кос-де-Грама (фр. Causse de Gramant), відома з кінця XIX століття. В 1890, дослідження печери розпочав Едуард Альфред Мартель.
Пізніше, в 1925 році, він повернувся в печеру разом з Андре Нідерлендером. Останній виявив тут кераміку.
Розкопки ями перед печерою проводилися в 1951 - 1957 роках; результати були опубліковані в 1967 році. Після того, як розкопки були припинені, печеру відвідала спелеологічна група Сен-Сере, яка виявила велику кількість кераміки у головній порожнині. Під час цих досліджень Мішель Лорбланше виявив поховання на північ від печери, а результати дослідження були опубліковані в 1964 році.
В 1962 році два спелеолога (члени спелеоклубу Брів), П'єр Торіссон і Жан-Поль Куссі, виявили настінний розпис в глибинній галереї. Куратором цього дослідження був батько Андре Глорі, який загинув в автокатастрофі в 1966 році разом зі своїм колегою батьком Жаном-Луї Віллевегу.
Держава викупила печеру в 1992 році.
Мішель Лорбланше, почесний директор з досліджень CNRS, відповідав за проведення повного дослідження. Для цього в 2002 році він створив міжнародну багатопрофільну команду з приблизно десяти дослідників і студентів.
Жан Гаско вивчав спадкоємність поселень на цьому місці протягом майже десяти тисяч років. Спочатку це місце було мисливською стоянкою, а потім постійним місцем проживання за доби мезоліту та неоліту. На честь печери була названа неолітична рукадурська культура.

## Опис
Едуард-Альфред Мартель описав печеру у своїй книзі Les Abîmes як «давня ненажерлива істота, яка поглинула плин по поверхні струмка наприкінці третинного і на початку четвертинного періоду». Має у своєму складі основну галерею величезних розмірів (від 15 до 20 м завширки при максимальній висоті 15 м). Довжина печери - всього 280 м. Невелика сусідня галерея, яка не була відома Мартель, була виявлена вже після випуску його книги. Вона має довжину близько 30 метрів і ширину від 5 до 7 м.
Наприкінці верхнього палеоліту стався грандіозний обвал, який перекрив доступ до ділянки, в якому було виявлено печерний живопис.

## Знахідка
Під час досліджень печери Рукадур були виявлені 495 настінних зображень, серед них 139 зображень тварин (43 коней, 22 котячих, 16 велетенських носорогів, 11 бізонів, 9 мамонтів, а також деякі зображення інших видів тварин, включаючи птицю та ведмедя). Там же було знайдено 213 геометричних знаків, включаючи характерні «зазубрені кола Рукадура» (всього 44), а також інші візерунки, що складаються з серії червоних і чорних стрілок.
За словами священика Андре Глорі, картини, виявлені у «кімнаті зображенні», показують, що печера була заселена у верхньому палеоліті, точніше в оріньяцькому періоді II-III і, можливо, у граветт. Відсутність докладніших досліджень не дозволяє судити, чи була печера у той час лише ритуальним місцем або місцем проживання.
Перші достовірні сліди проживання відносять до періоду вже після обвалу, який перекрив доступ до галереї зображень. Залишки вогнищ були виявлені у «великій колонній залі». Ця ділянка була населена аж до галло-римської епохи. Джерело що добре збереглося було можливою причиною проживання у цій карстової печери. Виявлений в ній матеріал близький до пізньої бронзи Ib і IIa, як і знайдений там меч типу Ербенхейма.

## Захист
28 серпня 1964 р печера внесена до реєстру історичних пам'яток Франції.